# Салбайский договор
Салбайский договор был подписан 17 мая 1782 года между представителями маратхов и Британской Ост-Индской компании после долгих переговоров по урегулированию итогов первой англо-маратхской войны. Ратифицирован в июне 1782 года в Гастингсе.

## Условия договора
Согласно условиям переговоров Компания получала остров Сальсетте, помощь маратхов в завоевании княжества Майсур и присоединении к Британской Индии. Также маратхи гарантировали, что французским подданным будет запрещено создавать поселения на их территории. В свою очередь англичане согласились выплачивать пенсион своему протеже Рагхунатх-рао и признать Мадхав-рао II пешвой в государстве маратхов. Британцы также признали территориальные претензии маратхского клана Шинде на земли к западу от реки Джамны. Они были возвращены вместе с фортом Пурандар (Пуна).
Результатом салбайского договора стало относительное спокойствие в отношениях между государством маратхов и Британской Ост-Индской компании вплоть до начала второй англо-маратхской войны в 1802 году.

## Источник
- Olson, James Stuart and Shadle, Robert. Historical Dictionary of the British Empire. Greenwood Press, 1996. ISBN 0313279179